# Ласло Сабадош
Ласло Сабадош (угор. László Szabados, 11 квітня 1911 — 28 квітня 1992) — угорський плавець.
Бронзовий медаліст Олімпійських Ігор 1932 року. Чемпіон Європи з водних видів спорту 1931 року.